# Rudkøbingkredsen
Rudkøbingkredsen  var en valgkreds fra 1849 til 1918. I 1920-1970 var kredsen en opstillingskreds i Svendborg Amtskreds. Rudkøbingkredsen omfattede øerne Langeland og Strynø, der nu udgør Langeland Kommune. Kristen Helveg Petersen, der var folketingsmedlem for kredsen, blev i 1971 opstillet i den nye Svendborg-Langeland Kreds i Fyns Amtskreds, og han fortsatte som Langelands folketingsmedlem frem til 1975. Fra 2007 er området en del af Svendborgkredsen i Fyns Storkreds. 

## Rudkøbingkredsens folketingsmænd 1849-1918
- 1849-1866: redaktør I. A. Hansen, (bondeven).
- 1866: sognepræst F.R.C. Bülow (Venstre).
- 1866-1869: malermester P.E. Olsen (Venstre)
- 1869-1872: borgmester H.C. Sager (Højre)
- 1872-1880: redaktør Gottlieb Petersen (Venstre)
- 1880-1894: redaktør, dr. phil., senere finansminister Edvard Brandes, (Venstre, senere Radikale Venstre).
- 1894-1909: lærer Niels Guldbrandsen, (Venstre).
- 1909-1945: dr. phil., minister Peter R. Munch, (radikal).

## Valgte repræsentanter fra Rudkøbingkredsen 1920-1968
(Listen er ikke fuldstændig, der kan have været valgt folketingsmedlemmer fra andre partier end Det Radikale Venstre).
- 1909-1945: dr. phil., minister Peter R. Munch, (radikal).
- 1945-1964: sekretær Aage Fogh, (radikal)).
- 1964-1975: minister  K. Helveg Petersen, (radikal).